# Air Malta

Vecchio logo Air Malta in uso fino al 2012

Air Malta era la compagnia aerea di bandiera di Malta. La sua unica base era l'aeroporto Internazionale di Luqa.

## Storia
Per molti anni i maltesi hanno viaggiato via mare oppure usando compagnie aeree straniere, soprattutto britanniche; quando Malta ottenne l'indipendenza il nuovo governo decise di creare un nuovo mezzo di trasporto nazionale. La compagnia fu fondata il 21 marzo 1973 come azienda a responsabilità limitata e con il diritto di operare voli internazionali da Malta. Le operazioni iniziarono il 1º aprile 1974 con due Boeing 720 in leasing sulle rotte per Roma, Tripoli, Londra, Manchester, Francoforte e Parigi.
Nel 1982 la compagnia firmò un contratto per 3 nuovi Boeing 737 che vennero poi consegnati nei primi mesi del 1983. Nel 1986 vennero ordinati due nuovi Boeing 737 e nel 1987 venne ordinato il primo Airbus A320. A quel punto i due vecchi Boeing 720 vennero venduti. Nel 1989 venne firmata un'opzione per altri due Airbus A320 e nel 1992 altri due Boeing 737 vennero ordinati. In quell'anno furono ordinati anche quattro Avro RJ70 da utilizzare nelle rotte per Catania e Palermo e su nuove destinazioni come la Tunisia. In seguito i quattro RJ70 e tre RJ85 vennero utilizzati dalla controllata Azzurra Air fino al suo fallimento. Dopo l'apertura del nuovo aeroporto internazionale del 1992, la Air Malta avviò il servizio CargoSystems che prevede il trasporto di merci a bordo degli aerei della flotta. Nel 1994 venne inaugurato un centro merci all'aeroporto.
Il 9 giugno 1997 il volo Air Malta 830 fu dirottato: due uomini di nazionalità turca di circa 25 anni presero in ostaggio i passeggeri e tutto l'equipaggio dell'aereo che, partito da Luqa intorno all'1:00, si stava recando all'Ataturk International Airport di Istanbul. I dirottatori affermarono di avere bombe ed esplosivi a disposizione e costrinsero i piloti a deviare la rotta verso l'aeroporto di Colonia-Bonn: inizialmente si pensò che i due avessero compiuto quest'azione per manifestare la loro solidarietà nei confronti di Mehmet Ali Ağca, ma quest'ultimo fece una dichiarazione scritta in cui affermò di non avere nulla a che fare con le vicende dell'Air Malta 830. Alla fine l'aereo sbarcò alle 4:58 e i due dirottatori si arresero, pacificamente, alle 7:40, con gli 80 passeggeri incolumi. Si trattò del primo, e finora unico, dirottamento di un volo Air Malta.
Nel luglio del 2002 la compagnia annunciò che tutti gli aerei della nuova flotta sarebbero stati dell'azienda europea Airbus. La compagnia ha avuto basi in Inghilterra (Manchester, Birmingham e Bristol) per operare voli charter dall'Inghilterra verso destinazioni turistiche quali le isole Canarie, isole Baleari, Egitto, Chambéry (unica compagnia aerea ad atterrarvi con Airbus), Innsbruck, Portogallo, Cipro, Turchia, Creta. La nuova flotta comprende Airbus A319 e A320. La compagnia conta circa 1.086 dipendenti al 2016. L'azionista di maggioranza è il governo maltese col 98%; il restante 2% è appannaggio di imprenditori privati. L'Air Malta possiede anche il 25% di Medavia.
Nel 2018 Air Malta effettuava voli di linea verso 39 destinazioni in 21 paesi trasportando 1,7 milioni di passeggeri, effettuando 14.126 voli con una media di 39 voli al giorno.

## Destinazioni

### Accordi commerciali
Al 2022 Air Malta aveva accordi di code-share con le seguenti compagnie:
- Aeroflot
- airBaltic
- Air France
- Austrian Airlines
- Brussels Airlines
- Czech Airlines
- Emirates
- Etihad Airways
- ITA Airways[11]
- KLM
- Lufthansa
- Qatar Airways
- Swiss International Air Lines
- Turkish Airlines

## Flotta

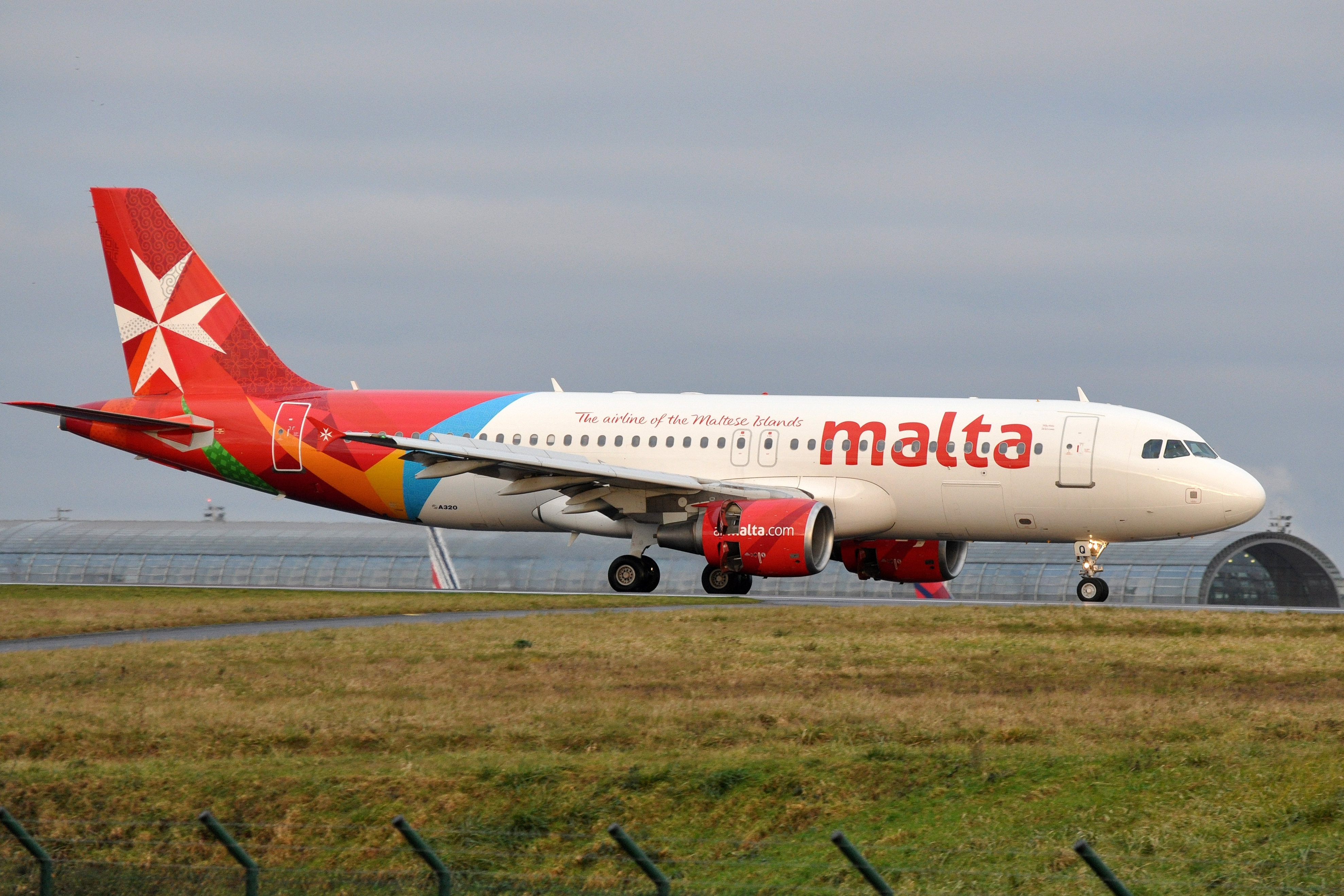
Un Airbus A320-214.

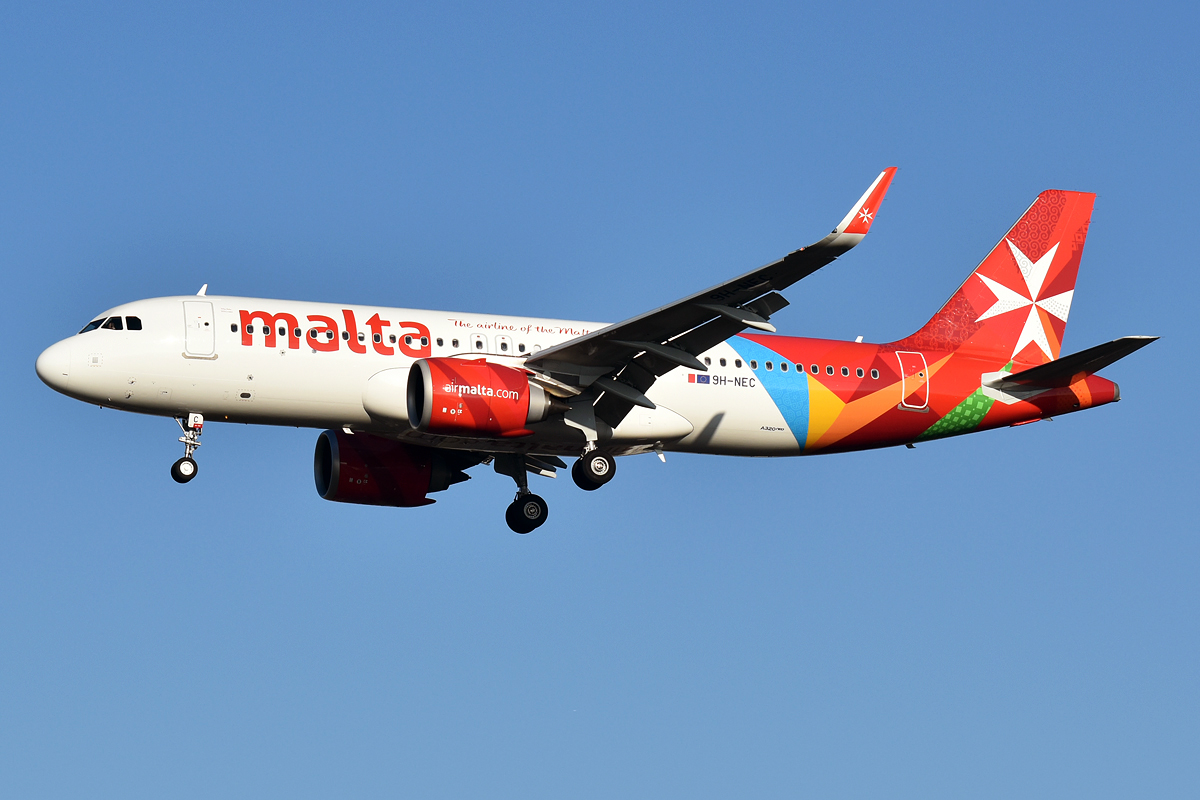
Un Airbus A320neo.

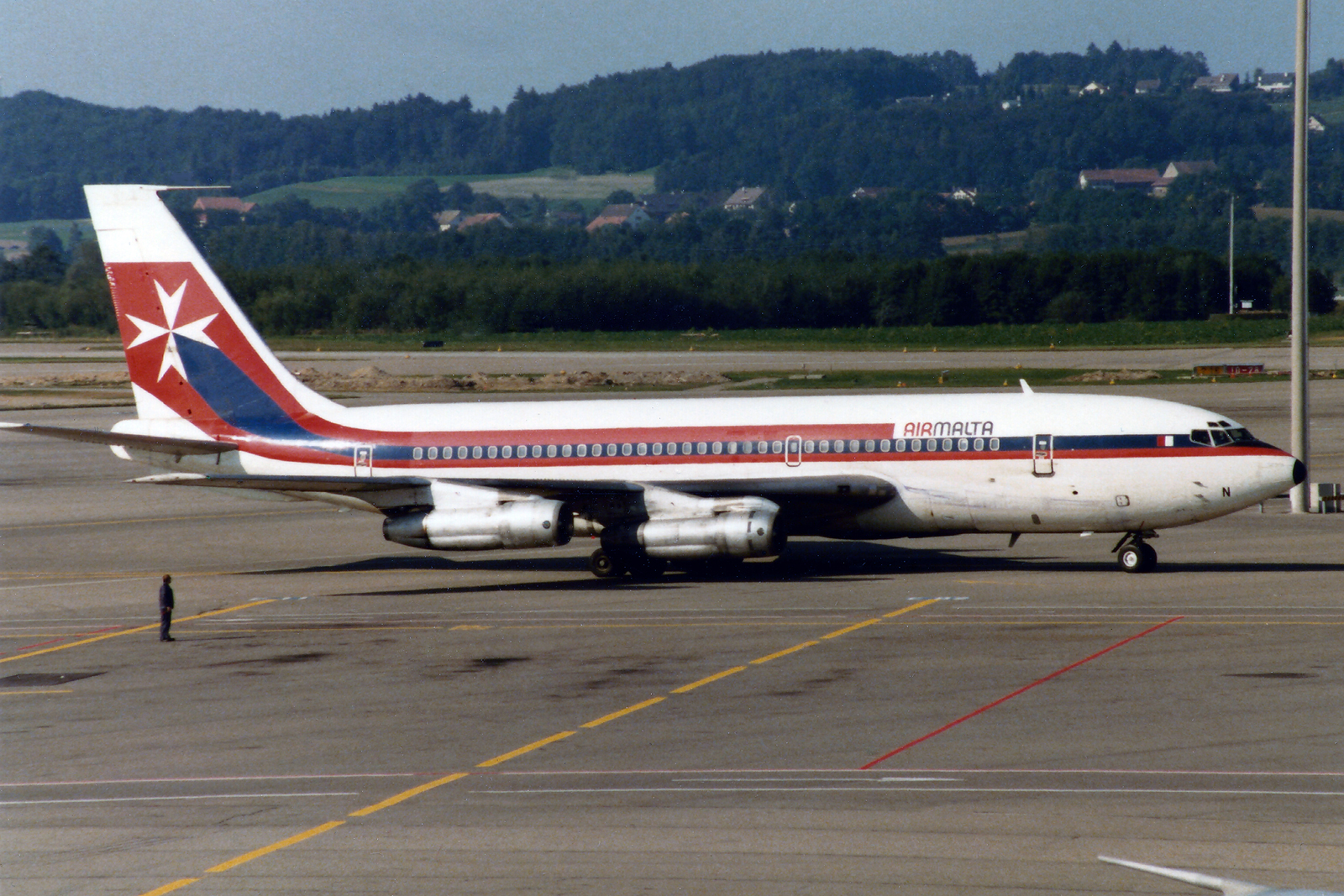
Un Boeing 720.

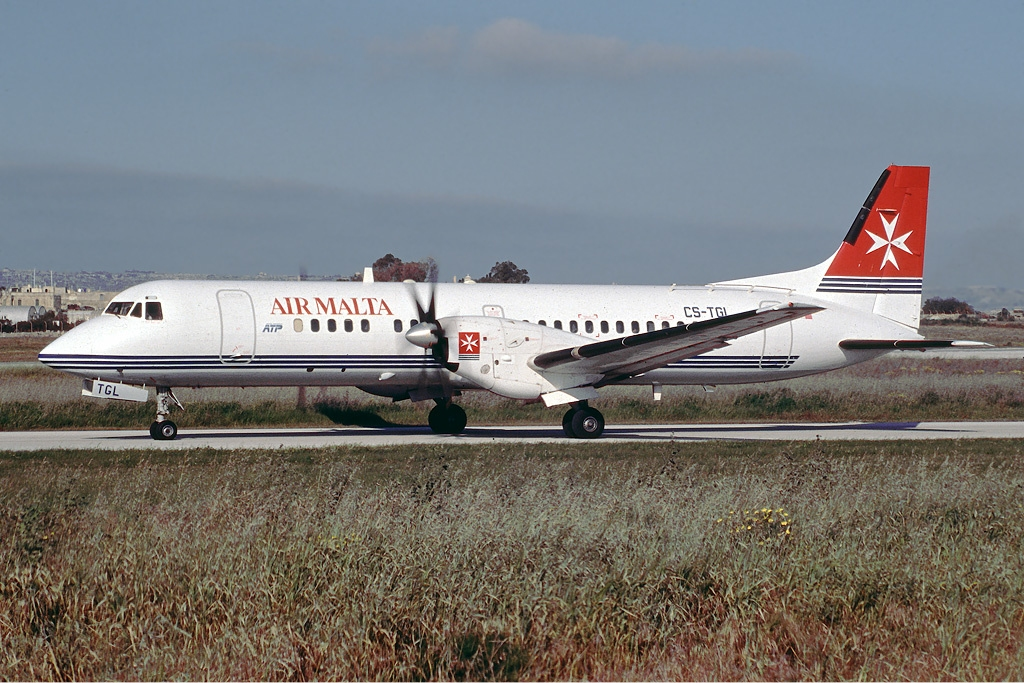
Il BAe ATP.

### Flotta alla chiusura
La flotta Air Malta, al momento della chiusura a marzo 2024, era composta dai seguenti aerei:

### Flotta storica
Nel corso degli anni Air Malta ha operato con i seguenti tipi di aeromobili: